# Группа белорусских миротворцев в Ливане
Группа белорусских миротворцев в Ливане — контингент военнослужащих Вооружённых сил Республики Беларусь, участвовавший в миротворческой операции в Ливане. Офицерский компонент группы составили бойцы миротворческой роты, а медицинский — представители медицинского отряда специального назначения (МОСН) 432‑го военного госпиталя.
Опыт участия в ливанской миссии значительно помог белорусским военным при проведении гуманитарной операции в Сирии в 2023 году.

## История
2 августа 2010 года президент Белоруссии Александр Лукашенко подписал указ № 400 «О направлении военнослужащих Вооружённых Сил Республики Беларусь для участия в деятельности по поддержанию международного мира и безопасности в Ливанской Республике».
В Ливан белорусы прибыли 17 ноября того же года.
Отправка миротворцев за рубеж осуществлялась в рамках закона от 29 ноября 2003 года «О порядке направления военнослужащих, лиц начальствующего и рядового состава органов внутренних дел, Следственного комитета Республики Беларусь, органов финансовых расследований Комитета государственного контроля Республики Беларусь, органов и подразделений по чрезвычайным ситуациям, прокурорских работников, а также гражданского персонала за пределы Республики Беларусь для участия в деятельности по поддержанию международного мира и безопасности». Согласно статье 5 этого документа, «направление военнослужащих, лиц начальствующего и рядового состава, прокурорских работников, а также гражданского персонала за пределы Республики Беларусь для участия в деятельности по поддержанию международного мира и безопасности осуществляется с их личного письменного согласия по решению Президента Республики Беларусь».
По состоянию на сентябрь 2021 года, через мисию прошли более 50 белорусских военнослужащих.
В феврале 2023 года Белоруссия завершила свою миссию, и национальный контингент вернулся на родину. Как заявлено официальными военными ресурсами, профессионализм и вклад белорусских миротворцев высоко оценены со стороны ООН.

## Контингент
Планировалось, что в страну направится группа в десять человек, но позже она была сокращена. По состоянию на 2011—2013 годы в миротворческой операции участвовали трое: офицер штаба и медики при госпитале Вооружённых сил Индии.
16 октября 2019 года было официально заявлено, что белорусский контингент в Ливане будет увеличен. Соответствующий документ был подписан во время встречи помощника министра обороны по вопросам международного военного сотрудничества Олега Воинова и делегации посольства Италии в Минске. Увеличение белорусского контингента предусмотрено двухсторонним соглашением Минска и Рима. На тот момент там служило 5 человек.
2 августа 2020 года в Ливан направлено трое военных: двое из них проходили службу в штабе сектора «Запад» на должностях специалистов штаба в составе итальянского контингента миссии, а третий направлен в рамках плановой замены белорусского врача в составе военного госпиталя миссии. Таким образом, контингент расширен до семи миротворцев: один офицер штаба, два специалиста штаба сектора «Запад» и четыре медицинских специалиста военного госпиталя. Последние работали в составе хирургической бригады — два врача и две медицинские сестры.
В том же году представители Минобороны заявили, что планируют вновь увеличить число белорусских миротворцев в зарубежных миссиях. Впервые об этом стало известно 16 ноября, когда о подобных планах сообщил журналистам старший офицер отдела международного военного сотрудничества и миротворческой деятельности командования сил специальных операций ВС Белоруссии Сергей Тарасевич.

## Быт и работа
В сферу деятельности офицера штаба входила организация стратегического диалога. Он предусматривал регулярный всесторонний анализ сухопутной и морской составляющих боевого потенциала Временных сил и ливанской армии на юге страны, совершенствование при содействии государств-доноров боевого потенциала армии Ливана в интересах выполнения задач, определённых Резолюцией 1701. Непосредственно белорусская сторона занималась планированием, подготовкой и документальным сопровождением мероприятий в рамках стратегического диалога, в том числе организацией двухсторонних встреч руководства миссии и ливанских вооружённых сил.
За помощью к белорусским врачам обращались члены миссии и местные жители, включая детей. Медики часто имели дело с травмами после ДТП с участием мотоциклов и скутеров. Часто привозили пожилых с хроническими заболеваниями, которые умирали в госпитале. Бывало, что у белорусов умирали военнослужащие из других стран.
Рабочее место белорусских сил было оборудовано в офисе. В наличии имелись компьютер, необходимая оргтехника, телефонный аппарат. Кроме того, каждому военнослужащему миссии выдавался телефон стандарта DECT, который работал в пределах базы. Офицеры штаба также имели служебные автомобили повышенной проходимости. Миротворцы располагались в сборно-щитовом здании, разделённом на отсеки — типовые комнаты. Офицеры контингента имели отдельные комнаты, с несколькими шкафами для одежды, кроватью, двумя столами, стульями и телевизором в каждой из них. На территории военной базы имелось несколько магазинов, где можно приобрести самое необходимое. Были также спортивные залы и теннисный корт.
График работы в период командировки Ю. Малаго (2012–2013, как офицер): с понедельника по пятницу с 8 утра до 18 часов вечера, а в субботу — с 8 утра до 12 дня. Воскресенье у миротворцев был выходной. С. Рубаник (2012–2013, 2017–2018, 2021—2022, как медик) говорил, что работали с 8 до 16, плюс час на обед. В четыре часа все уходили, а дежурный врач оставался. Дежурному разрешалось уходить в свою комнату — при себе у него было три телефона: один — местный, второй — мобильный, если ты отлучился куда-то, и третий, на который тебе мог позвонить начальник медицинской службы.